# Aeletes oahuensis
Aeletes oahuensis är en skalbaggsart som beskrevs av Yélamos 1998. Aeletes oahuensis ingår i släktet Aeletes och familjen stumpbaggar. Inga underarter finns listade i Catalogue of Life.